# Hemisphaerius testaceus
Hemisphaerius testaceus är en insektsart som beskrevs av William Lucas Distant 1906. Hemisphaerius testaceus ingår i släktet Hemisphaerius och familjen sköldstritar. Inga underarter finns listade i Catalogue of Life.